# Discographie de Steve Angello
 (mai 2013).
Si vous disposez d'ouvrages ou d'articles de référence ou si vous connaissez des sites web de qualité traitant du thème abordé ici, merci de compléter l'article en donnant les références utiles à sa vérifiabilité et en les liant à la section « Notes et références ».
Cet article présente la discographie de Steve Angello, un DJ gréco-suédois né à Athènes.

## Sous Steve Angello

### Albums

#### Albums studio
| Title      | Détails                                                         | Peak chart positions | Peak chart positions | Peak chart positions | Peak chart positions | Peak chart positions | Peak chart positions |
| Title      | Détails                                                         | SUE                  | BEL (FL)             | ESP                  | É-U Dance            | ITA                  |                      |
| ---------- | --------------------------------------------------------------- | -------------------- | -------------------- | -------------------- | -------------------- | -------------------- | -------------------- |
| Wild Youth | - Sorti: 22 janvier 2016 - Label: Size - Format: téléchargement | 20                   | 90                   | 96                   | 4                    | 94                   |                      |
| Human      | - Sorti: 27 avril 2018 - Label: Size - Format: téléchargement   | —                    | 167                  | —                    | —                    | —                    |                      |

#### Compilations
- 2004 : Tribal Mix, Vol. 2
- 2005 : Ibiza 4AM (avec Sebastian Ingrosso)
- 2006 : Sessions
- 2006 : Stadium Electro
- 2007 : Sizeism
- 2009 : Size : First Dimension
- 2009 : Subliminal Sessions Winter 2009

- 2010 : Size Matters (avec AN21)
- 2014 : #DECADE

### Singles
| Année                                                                            | Titre                                                                             | Meilleure position | Meilleure position | Meilleure position | Meilleure position | Meilleure position | Meilleure position | Meilleure position | Meilleure position | Album                                |
| Année                                                                            | Titre                                                                             | SUE                | ALL                | ESP                | FRA                | IRL                | P-B                | R-U                | SUI                | Album                                |
| -------------------------------------------------------------------------------- | --------------------------------------------------------------------------------- | ------------------ | ------------------ | ------------------ | ------------------ | ------------------ | ------------------ | ------------------ | ------------------ | ------------------------------------ |
| 2003                                                                             | Voices                                                                            | —                  | —                  | —                  | —                  | —                  | —                  | —                  | —                  | Size: First Dimension                |
| 2004                                                                             | Yo Yo Kidz (avec Sebastian Ingrosso)                                              | —                  | —                  | —                  | —                  | —                  | —                  | —                  | —                  | Sizeism                              |
| 2004                                                                             | Euro                                                                              | —                  | —                  | —                  | —                  | —                  | —                  | —                  | —                  | Acid / Euro                          |
| 2004                                                                             | Only Man                                                                          | —                  | —                  | —                  | —                  | —                  | —                  | —                  | —                  | Only Man EP                          |
| 2004                                                                             | Groove In You (avec Dave Armstrong)                                               | —                  | —                  | —                  | —                  | —                  | —                  | —                  | —                  |                                      |
| 2005                                                                             | Woz Not Woz (avec Eric Prydz)                                                     | —                  | 63                 | —                  | 50                 | —                  | —                  | 55                 | 84                 | Tribal Mix Vol.2                     |
| 2005                                                                             | In Beat (vs. Fuzzy Hair)                                                          | —                  | —                  | —                  | —                  | —                  | —                  | —                  | —                  |                                      |
| 2005                                                                             | Euro                                                                              | —                  | —                  | —                  | —                  | —                  | —                  | —                  | —                  | Acid / Euro                          |
| 2006                                                                             | Teasing Mr. Charlie                                                               | —                  | —                  | —                  | —                  | —                  | —                  | —                  | —                  | Teasing Mr. Charlie / Straight       |
| 2006                                                                             | Click (avec Sebastian Ingrosso)                                                   | —                  | —                  | —                  | —                  | —                  | —                  | —                  | —                  |                                      |
| 2006                                                                             | Otherwize Then (avec Laidback Luke)                                               | —                  | —                  | —                  | —                  | —                  | —                  | —                  | —                  |                                      |
| 2007                                                                             | Get Dumb (avec Axwell & Ingrosso & Laidback Luke)                                 | —                  | —                  | —                  | —                  | —                  | 45                 | —                  | —                  | Until One                            |
| 2007                                                                             | Umbrella (avec Sebastian Ingrosso)                                                | —                  | —                  | 15                 | —                  | —                  | 67                 | —                  | —                  | Sizeism                              |
| 2007                                                                             | Be (avec Laidback Luke)                                                           | —                  | —                  | —                  | —                  | —                  | —                  | —                  | —                  |                                      |
| 2007                                                                             | Trix                                                                              | —                  | —                  | —                  | —                  | —                  | —                  | —                  | —                  | Size: First Dimension                |
| 2007                                                                             | 555 (avec Ingrosso)                                                               | —                  | —                  | —                  | —                  | —                  | —                  | —                  | —                  | Size: First Dimension                |
| 2008                                                                             | It (avec Ingrosso & Laidback Lulke)                                               | —                  | —                  | —                  | —                  | —                  | —                  | —                  | —                  | Size: First Dimension                |
| 2008                                                                             | Partouze (avec Ingrosso)                                                          | —                  | —                  | —                  | —                  | —                  | —                  | —                  | —                  | Size: First Dimension                |
| 2008                                                                             | Gypsy                                                                             | —                  | —                  | —                  | —                  | —                  | —                  | —                  | —                  | Size: First Dimension                |
| 2008                                                                             | Show Me Love (avec Laidback Luke feat. Robin S.)                                  | —                  | 93                 | —                  | 25                 | 25                 | —                  | 11                 | —                  | Until One / The Yearbook             |
| 2009                                                                             | Tivoli                                                                            | —                  | —                  | —                  | —                  | —                  | —                  | —                  | —                  | Until One / The Yearbook             |
| 2009                                                                             | Everytime We Touch (avec David Guetta & Chris Willis & Sebastian Ingrosso)        | —                  | —                  | —                  | —                  | —                  | 46                 | —                  | 97                 | Pop Life                             |
| 2009                                                                             | Leave the World Behind (avec Axwell & Ingrosso & Laidback Luke feat. Deborah Cox) | 39                 | —                  | —                  | —                  | —                  | 75                 | —                  | —                  | Until One / Until Now / The Yearbook |
| 2009                                                                             | Valodja (avec AN21)                                                               | —                  | —                  | —                  | —                  | —                  | —                  | —                  | —                  | The Yearbook                         |
| 2009                                                                             | Isabel                                                                            | —                  | —                  | —                  | —                  | —                  | —                  | —                  | —                  | The Yearbook                         |
| 2009                                                                             | Flonko (avec AN21)                                                                | —                  | —                  | —                  | —                  | —                  | —                  | —                  | —                  | The Yearbook                         |
| 2009                                                                             | Monday                                                                            | —                  | —                  | —                  | —                  | —                  | —                  | —                  | —                  | The Yearbook                         |
| 2009                                                                             | Alpha Baguera                                                                     | —                  | —                  | —                  | —                  | —                  | —                  | —                  | —                  | The Yearbook                         |
| 2010                                                                             | KNAS                                                                              | —                  | —                  | —                  | —                  | —                  | 70                 | —                  | —                  | Until One / Size Matters             |
| 2010                                                                             | Rave 'N' Roll                                                                     | —                  | —                  | —                  | —                  | —                  | —                  | —                  | —                  | Size Matters                         |
| 2011                                                                             | Open Your Eyes (avec Alex Metric feat. Ian Brown)                                 | —                  | —                  | —                  | —                  | —                  | —                  | —                  | —                  |                                      |
| 2012                                                                             | H8RS (vs. AN21 & Max Vangeli)                                                     | —                  | —                  | —                  | —                  | —                  | —                  | —                  | —                  |                                      |
| 2012                                                                             | Yeah                                                                              | —                  | —                  | —                  | —                  | —                  | —                  | —                  | —                  |                                      |
| 2012                                                                             | Lights (avec Third Party)                                                         | —                  | —                  | —                  | —                  | —                  | —                  | —                  | —                  | Until Now                            |
| 2013                                                                             | SLVR (avec Matisse & Sadko)                                                       | —                  | —                  | —                  | —                  | —                  | —                  | —                  | —                  |                                      |
| 2014                                                                             | Payback (avec Dimitri Vangelis & Wyman)                                           | —                  | —                  | —                  | —                  | —                  | —                  | —                  | —                  |                                      |
| 2014                                                                             | Wasted Love (feat. Dougy)                                                         | 58                 | —                  | —                  | —                  | —                  | —                  | —                  | —                  | Wild Youth                           |
| 2015                                                                             | Children of the Wild (feat. Mako)                                                 | —                  | —                  | —                  | —                  | —                  | —                  | —                  | —                  | Wild Youth                           |
| 2015                                                                             | Remember (feat. The Presets)                                                      | —                  | —                  | —                  | —                  | —                  | —                  | —                  | —                  | Wild Youth                           |
| 2015                                                                             | Prisoner (feat. Gary Go)                                                          | —                  | —                  | —                  | —                  | —                  | —                  | —                  | —                  | Wild Youth                           |
| 2015                                                                             | The Ocean (avec Saturday, Monday feat. Julia Spada)                               | —                  | —                  | —                  | —                  | —                  | —                  | —                  | —                  | Wild Youth                           |
| 2015                                                                             | Tiger                                                                             | —                  | —                  | —                  | —                  | —                  | —                  | —                  | —                  | Wild Youth                           |
| 2016                                                                             | Follow Me (avec Still Young)                                                      | —                  | —                  | —                  | —                  | —                  | —                  | —                  | —                  |                                      |
| 2017                                                                             | Breaking Kind (feat. Paul Meany)                                                  | —                  | —                  | —                  | —                  | —                  | —                  | —                  | —                  | Human                                |
| 2017                                                                             | Rejoice (feat. T.D. Jakes)                                                        | —                  | —                  | —                  | —                  | —                  | —                  | —                  | —                  | Human                                |
| 2017                                                                             | Freedom (feat. Pusha T)                                                           | —                  | —                  | —                  | —                  | —                  | —                  | —                  | —                  | Human                                |
| 2017                                                                             | I Know                                                                            | —                  | —                  | —                  | —                  | —                  | —                  | —                  | —                  | Human                                |
| 2017                                                                             | Break Me Down                                                                     | —                  | —                  | —                  | —                  | —                  | —                  | —                  | —                  | Human                                |
| 2017                                                                             | Dopamine (avec Barns Courtney)                                                    | —                  | —                  | —                  | —                  | —                  | —                  | —                  | —                  | Human                                |
| 2018                                                                             | Nothing Scares Me Anymore (avec Sam Martin)                                       | —                  | —                  | —                  | —                  | —                  | —                  | —                  | —                  | Human                                |
| 2023                                                                             | U OK? (avec Parisi & Sebastian Ingrosso)                                          | —                  | —                  | —                  | —                  | —                  | —                  | —                  | —                  |                                      |
| 2024                                                                             | Me                                                                                | —                  | —                  | —                  | —                  | —                  | —                  | —                  | —                  |                                      |
| « — » signifie que le single n'est pas sorti ou ne s'est pas classé dans ce pays |                                                                                   |                    |                    |                    |                    |                    |                    |                    |                    |                                      |

### Remixes
2002
- Baxter - Got To Wake Up (Steve Angello Remix)

2003
- Aerosol Feat. Anne Murillo - Let The Music Play (S.A. Remix)
- StoneBridge - Put 'Em High (Steve Angello & Sebastian Ingrosso Remix)
- Arcade Mode - Your Love (Angello & Ingrosso Remix)
- Gadjo featuring Alexandra Prince - So Many Times (Steve Angello Remix)

2004
- Deepgroove - Electrik (Steve Angello Remix)
- Magnolia - It's All Vain (Steve Angello Remix)
- DJ Flex & Sandy W - Love For You (Angello & Ingrosso Remix)
- DJ Luccio featuring Sandy Wilhelm - No Fear (Steve Angello Remix)
- Touché - The Paddle (Steve Angello Remix)
- Laidback Luke featuring Pimsmit - More Than Special (Steve Angello's Warped Remix)
- Mohito featuring Howard Jones - Slip Away (Steve Angello Dub)
- Mohito featuring Howard Jones - Slip Away (Steve Angello & The Young Punx Edit)
- Room 5 - U Got Me (Steve Angello Remix)
- Ikon - Do You Dream? (Steve Angello Remix)
- Eurythmics - Sweet Dreams (Steve Angello Remix)
- Lee-Cabrera - Voodoo Love Steve Angello Remix)
- Benjamin Bates - Whole (Steve Angello's OverSized Mix / OverSized Dub)
- Mixin Marc featuring Roxanne - Sexual Thing (StIn Beat (Steve Angello's 1st Mix)eve Angello Remix)

2005
- DJ Rooster & Sammy Peralta - Shake It (Steve Angello Mix)
- Sebastian Ingrosso - Body Beat (Steve Angello Remix)
- Röyksopp - 49 Percent (Angello & Ingrosso Remix)
- Deep Dish - Say Hello (Angello & Ingrosso Remix)
- Fuzzy Hair vs. Steve Angello - In Beat (Steve Angello's 1st Mix / 2nd Mix)
- Armand van Helden present Sahara featuring Teketha - Everytime I Feel It (Steve Angello Remix)
- Moby - Raining Again (Steve Angello Remix)
- Naughty Queen - Famous & Rich (Angello & Ingrosso Remix)
- Robbie Rivera & StoneBridge - One Eye Shut (Steve Angello & Sebastian Ingrosso Remix)
- Steve Lawler - That Sound (Sebastian Ingrosso & Steve Angello Remix)
- MBG & SDS - New Jack (Steve Angello Remix)
- Alex Neri - Housetrack (Steve Angello Remix)
- In-N-Out - EQ-Lizer (Angello & Ingrosso Remix)
- Steve Angello & Dave Armstrong - Groove In U (Steve Angello Remix)
- Coburn - We Interrupt This Program (Steve Angello Remix)

2006
- Innersphere Aka Shinedoe - Phunk (Steve Angello Re-Edit)
- Justin Timberlake feat. T.I. - My Love (Angello & Ingrosso Remix)
- Ultra DJ's - Me and U (Steve Angello & Sebastian Ingrosso Edit)
- Laidback Luke feat. Stephen Granville - Hypnotize (Steve Angello Remix)

2007
- Robyn & Kleerup - With Every Heartbeat (Steve Angello Dub)
- Fergie - London Bridge (Steve Angello Remix)
- Hard-Fi - Suburban Knights (Angello & Ingrosso Remix)
- Robbie Rivera - One Eye Shut (Angello & Ingrosso Remix)

2008
- Tocadisco - Da Fuckin' Noize (Steve Angello Remix)
- Flash Brothers - Palmito (Steve Angello RMX)

2009
- Kim Fai - P.O.V (Steve Angello Remix)
- Christian Smith & John Selway - Move! (Steve Angello Remix)

2010
- Harry Romero & Junior Sanchez & Alexander Technique feat. Shawnee Taylor - Where You Are (Steve Angello Edit)
- Cheryl Cole feat. Will.i.am - 3 Words (Steve Angello Remix)
- Magnetic Man - Perfect Stranger (Steve Angello Remix)
- Pendulum - The Island (Steve Angello & AN21 & Max Vangeli Remix)
- Congorock - Babylon (Steve Angello Edit)

2011
- Tim Mason - The Moment (Steve Angello Edit)
- Nari & Milani - Kendo (Steve Angello Edit)
- Nero - Me & You (Steve Angello Remix)

2013
- Depeche Mode - Soothe My Soul (Steve Angello vs. Jacques Lu Cont Remix)
- Chase and Status - Count On Me (Steve Angello Remix)
- Sunnery James & Ryan Marciano & Nicky Romero - S.O.T.U. (Steve Angello Edit)

2014
- Coldplay - A Sky Full of Stars (S-A Ibiza Edit)
- London Grammar - Hey Now (Arty Remix - S-A Ibiza Edit)

2015
- Jean-Michel Jarre & M83 - Glory (Steve Angello Remix)
- Susanne Sundfør - Kamikaze (Steve Angello & AN21 Remix)

2016
- Steve Angello & AN21 featuring Franz Novotny - Last Dance (Steve Angello Remix)

## Sous d'autres noms

### Swedish House Mafia (avecSebastian Ingrosso&Axwell)
- 2010 : Until One
- 2012 : Until Now
- 2022 : Paradise Again

### Outfunk (avecSebastian Ingrosso)

#### Singles
- 2002 : Echo Vibes
- 2002 : Lost in Music

### A&P Project (avecEric Prydz)
- 2003 : Sunrise(feat. Zemya Hamilton)

### Mode Hookers (avec Sebastian Ingrosso)

#### Singles
- 2004 : Swing Me Daddy
- 2005 : Breathe

#### Remixes
- 2004 : Eric Prydz - Call On Me (Mode Hookers Remix)

### General Moders (avec Sebastian Ingrosso)
- 2004 : Cross the Sky

### Who's Who?

#### Singles
- 2005 : Not So Dirty
- 2006 : Sexy F**k
- 2008 : Body Crash
- 2008 : Sweden
- 2008 : Klack

#### Remixes
- 2004 : Full Blown - Some Kinda Freak (Who's Who Re-edit)
- 2005 : Roman Flügel - Geht's Noch? (Steve Angello vs. Who's Who Mix)

### First Optional Deal (avec Sebastian Ingrosso &Sandy Vee& David Terzian)
- 2005 : Stockholm 2 Paris

### Man In The Cupboard (avec Dave Armstrong)
- 2005 : I Don't Care

### Buy Now! (avec Sebastian Ingrosso)
- 2005 : For Sale
- 2005 : Body Crash
- 2022 : Let You Do This (avec Salvatore Ganacci)
- 2022 : Church (avec Parisi)

### Fireflies (avec Sebastian Ingrosso)
- 2006 : I Can't Get Enough (feat. Alexandra Prince)

### Supermode (avecAxwell)
| Année | Titre       | Meilleure position | Meilleure position | Meilleure position | Meilleure position | Meilleure position | Meilleure position | Meilleure position | Meilleure position | Meilleure position | Meilleure position |
| Année | Titre       | ALL                | AUS                | BEL (FL)           | DAN                | ESP                | FIN                | FRA                | IRL                | P-B                | R-U                |
| ----- | ----------- | ------------------ | ------------------ | ------------------ | ------------------ | ------------------ | ------------------ | ------------------ | ------------------ | ------------------ | ------------------ |
| 2006  | Tell Me Why | 11                 | 48                 | 22                 | 14                 | 19                 | 14                 | 22                 | 31                 | 5                  | 13                 |

### Mescal Kid
- 2008 : Magic
- 2009 : Do You Want It ?